# Льняная ткань
Льняна́я ткань — ткань с гладкой поверхностью и матовым блеском, получаемая изо льна, растения семейства льновых.
Волокно получают из кожицы растения.

## История
Льняная ткань имеет очень долгую историю, которая насчитывает около 5 000 лет. До сих пор историки не установили, где впервые было изготовлено льняное полотно.
Лён входил в число земледельческих культур на ныне швейцарских землях во времена каменного и бронзового веков. Из льняных нитей плели верёвки для охоты и сети для ловли рыбы, об этом поведали артефакты, обнаруженные при раскопках в районах, где расположены старые швейцарские озёра.
В древности льняная ткань являлась показателем роскоши в Древнем Египте и на Ближнем Востоке, была также популярна на берегах Каспийского и Чёрного морей. Издревле мастера добивались высочайшего качества льняных изделий. Полотно получали тонким, но крепким и носким, с характерным приглушённым блеском.
В Древнем Египте носили преимущественно льняную одежду, а согласно Геродоту (V век до н. э.) и Апулею (II век н. э.) жрецам дозволяли носить только льняную одежду. Наиболее старым предметом тканой одежды является Тарханское платье из некрополя Тархан к югу от Каира. В Древнем Египте полотна изо льна были денежной единицей, а также использовали для погребения знати.
В христианстве, как в древности, так и в настоящее время, льняные одежды считают символом чистоты, поэтому священники носят одежду из чистого льна без добавления других волокон.
Впоследствии ручное ткачество отошло в прошлое и появились ткацкие мануфактуры. В Европе дорогостоящее льняное бельё относят к классу «люкс», а вот в России лён — доступнее и дешевле. В настоящее время самые качественные ткани производят в Италии, Бельгии и Ирландии, а больше всего льняной ткани выпускают США и Канада.

## Обработка льна в Древней Руси
Историки утверждают, что лён возделывали ещё во времена возникновения Руси, сначала в районе Пскова, а позднее — в Новгородской, Суздальской, Вологодской и близлежащих землях.
Лён неприхотлив. Всё, что ему нужно – это длинный световой день. Однако, получить из него высококачественную ткань не так просто.
Веками технология обработки льна оставалась неизменной. Сначала лён теребят, то есть выдёргивают из земли, причём вместе с корнями. Затем его высушивают, сложив в небольшие скирды, освобождают от семенных головок (очёсывают) и молотят.
Интересно, что после этих процедур лён расстилают на траве для того, чтобы стебли намокли от росы. Роса активизирует микроорганизмы, живущие в стеблях льна. Микроорганизмы разрушают внутри растения клейкие вещества, что позволяет отделить волокно от древесной части стебля. Процесс размачивания льна росой может продолжаться несколько недель, в зависимости от погоды. Время от времени стебли льна нужно аккуратно переворачивать, чтобы процесс шёл равномерно.
Полученное волокно (тресту) поднимают и сушат, а затем мнут и треплют, отделяя от костры — одеревеневшей части стебля.
Трёпаный лён расчёсывают и вытягивают из него слегка закрученную тонкую ленту — ровницу. Из неё уже можно прясть льняную пряжу.

## Современное производство

### Уборка льна
При уборке льна используют либо комбайновый, либо раздельный метод.
При комбайновом методе теребение стеблей и расчёсывание семенных коробочек осуществляют при помощи комбайна. При раздельном методе вначале машиной-теребилкой формируют ленту из стеблей с коробочками, которую затем обрабатывают подборщиком-очёсывателем.